# Zion's Hill
Pour les articles homonymes, voir Hell's Gate.
Hell's Gate - littéralement, la Porte de l'Enfer - est un des quatre villages de l'île antillaise de Saba, elle-même étant considérée une municipalité à statut particulier des Pays-Bas.

## Géographie
Construite sur un terrain particulièrement accidentée, elle suit les méandres de l'unique route de l'île depuis l'aéroport Juancho E. Yrausquin et est subdivisée en deux parties inégales : Lower et Upper Hell's Gate.
Le Mont Scenery se trouve à proximité.

## Histoire
Une ancienne mine de soufre est visitable par les touristes.
Le village a été renommé Zion's Hill par le gouvernement local après que l'Église locale s'est plainte de la dénomination à caractère religieux. Cependant, les Sabins ainsi que les touristes utilisent toujours l'ancienne dénomination.

## Patrimoine
- L'église du Saint-Rosaire, construite en 1911.